# Tipula tjederana
Tipula tjederana är en tvåvingeart som beskrevs av Alexander 1966. Tipula tjederana ingår i släktet Tipula och familjen storharkrankar. Inga underarter finns listade i Catalogue of Life.